# Mario Martinez (tenista)
Mario Martinez (La Paz, 12 de Setembro de 1961) é um ex-tenista profissional boliviano.
Martinez, é o tenista boliviano que até hoje conseguiu o melhor ranking na ATP, de N. 35 em simples, com 3 titulos do Circuito ATP.

## Simples (5)
| Legend (Singles)       |
| Grand Slam (0)         |
| Tennis Masters Cup (0) |
| ATP Masters Series (0) |
| ATP Tour (3)           |
| Challengers (2)        |

| N. | Data | Torneio  | Piso   | Oponente na final | Placar        |
| 1. | 1980 | Bordeaux | Saibro | Gianni Ocleppo    | 6–0, 7–5, 7–5 |
| 2. | 1981 | Veneza   | Saibro | Paolo Bertolucci  | 6–4, 6–4      |
| 3. | 1981 | Messina  | Saibro | Robbie Venter     | 6–4, 7–5      |
| 4. | 1982 | Palermo  | Saibro | John Alexander    | 6–4, 7–5      |
| 5. | 1983 | Messina  | Saibro | Patrice Kuchna    | 6–7, 6–0, 9–7 |

### Simples Vices (3)
| N. | Data | Torneio | Piso   | Oponente na final | Placar   |
| 1. | 1980 | Cuneo   | Saibro | Ricardo Cano      | 5–7, 2–6 |
| 2. | 1981 | Nice    | Saibro | Yannick Noah      | 4–6, 2–6 |
| 3. | 1982 | Messina | Saibro | Pablo Arraya      | 5–7, 4–6 |